# Focșani

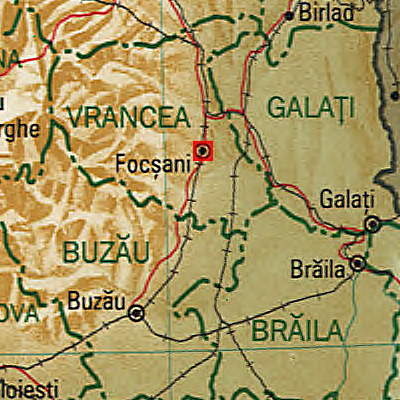
Focșani (rotes Viereck) – Rumänien – Nachbarorte: Bârlad, Galați, Brăila, Buzău, Sfântu Gheorghe

Focșani (/fok'ʃanʲ/ⓘ, deutsch Fokschan, ungarisch Foksány) ist eine Stadt im Osten Rumäniens.

## Geographische Lage
Focșani liegt in der historischen Region Westmoldau, 55 m Höhe am Fluss Milcov, an der Ostspitze des Karpatenbogens etwa 180 km nordöstlich von Bukarest und ist die Hauptstadt des Kreises Vrancea.

## Geschichte
Nachdem die Gegend im Altertum zunächst von den Geten und dann von den Westgoten besiedelt war, denen Walachen und Slawen folgten, gehörte sie zum Bulgarischen Reich; nach dessen Unterwerfung durch die Byzantiner im 11. Jahrhundert fielen hier zunächst die Petschenegen und dann die Kumanen ein, ehe sich um 1350 das Fürstentum Moldau bildete, an dessen Südgrenze zur Walachei sich Focșani befand. 1387 geriet Moldau in polnische Abhängigkeit; zu Beginn des 16. Jahrhunderts in die der Osmanen. Nachdem Siebenbürgen im 17. Jahrhundert in die Hände der Habsburger fiel, blieb Moldau ein strategisch wichtiger Vorposten, wobei Focșani die Rolle zukam, die nahe Donaumündung abzusichern. 1772 fand nahe der Stadt ein Gesandtenkongress russischer und türkischer Diplomaten statt. In der Schlacht bei Focșani vom 1. bis 3. August 1789 erlitten die türkischen Streitkräfte eine schwere Niederlage gegen die vereinten habsburgisch-russischen Truppen unter dem Kommando von Prinz Friedrich Josias von Sachsen-Coburg bzw. Alexander Wassiljewitsch Suworow. Dennoch verblieb Moldau bei den Türken, bis sich Moldau und Walachei 1859 zum Staat Rumänien zusammenschlossen, der 1878 mit russischer Hilfe unabhängig wurde.
Am 9. Dezember 1917 fand hier die Unterzeichnung des Waffenstillstandes zwischen Rumänien und den Mittelmächten, der sogenannte Waffenstillstand von Focșani, statt.

## Sehenswürdigkeiten

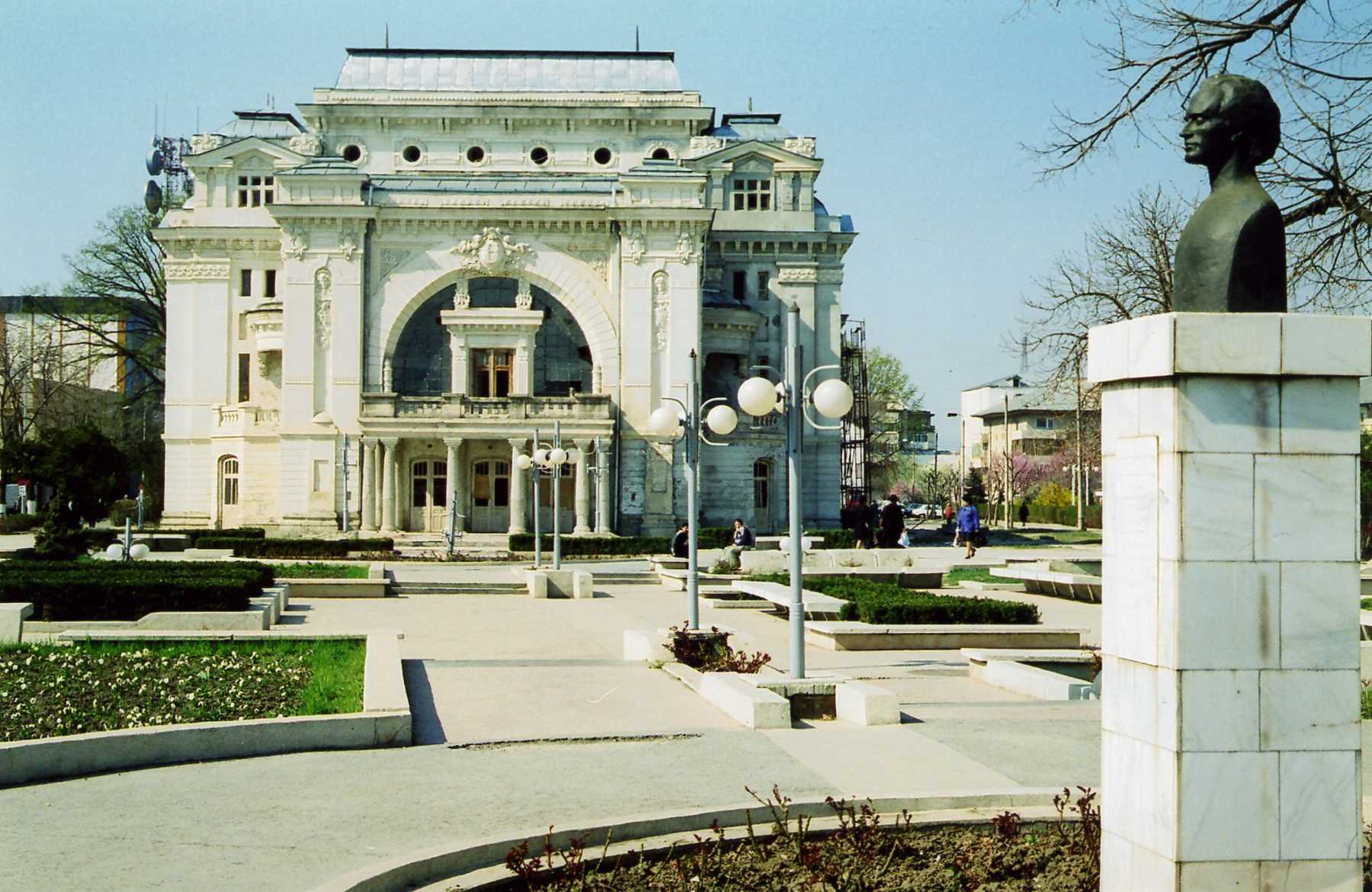
Theater in Focșani

Die Stadt verfügt über ein städtisches Theater und ein Volkskundemuseum. Sehenswert sind einige Kirchen aus dem 17. Jh., das Mausoleum für die Gefallenen des Ersten Weltkrieges sowie verschiedene Denkmäler, die an die Vereinigung von Moldau und Walachei erinnern.

## Wappen
Die Lage an der alten walachisch-moldauischen Grenze wird im Wappen der Stadt durch einen Händedruck symbolisiert.

## Wirtschaft
Die Gegend um Focșani ist traditionelles Weinanbaugebiet. Daneben hat die Textilwirtschaft einige Bedeutung.

## Verkehr
Die Stadt liegt sowohl an der Bahnstrecke, wie an der Nationalstraße, die am Ostrand der Karpaten entlang von Ploiești über Bacău nach Suceava führen.

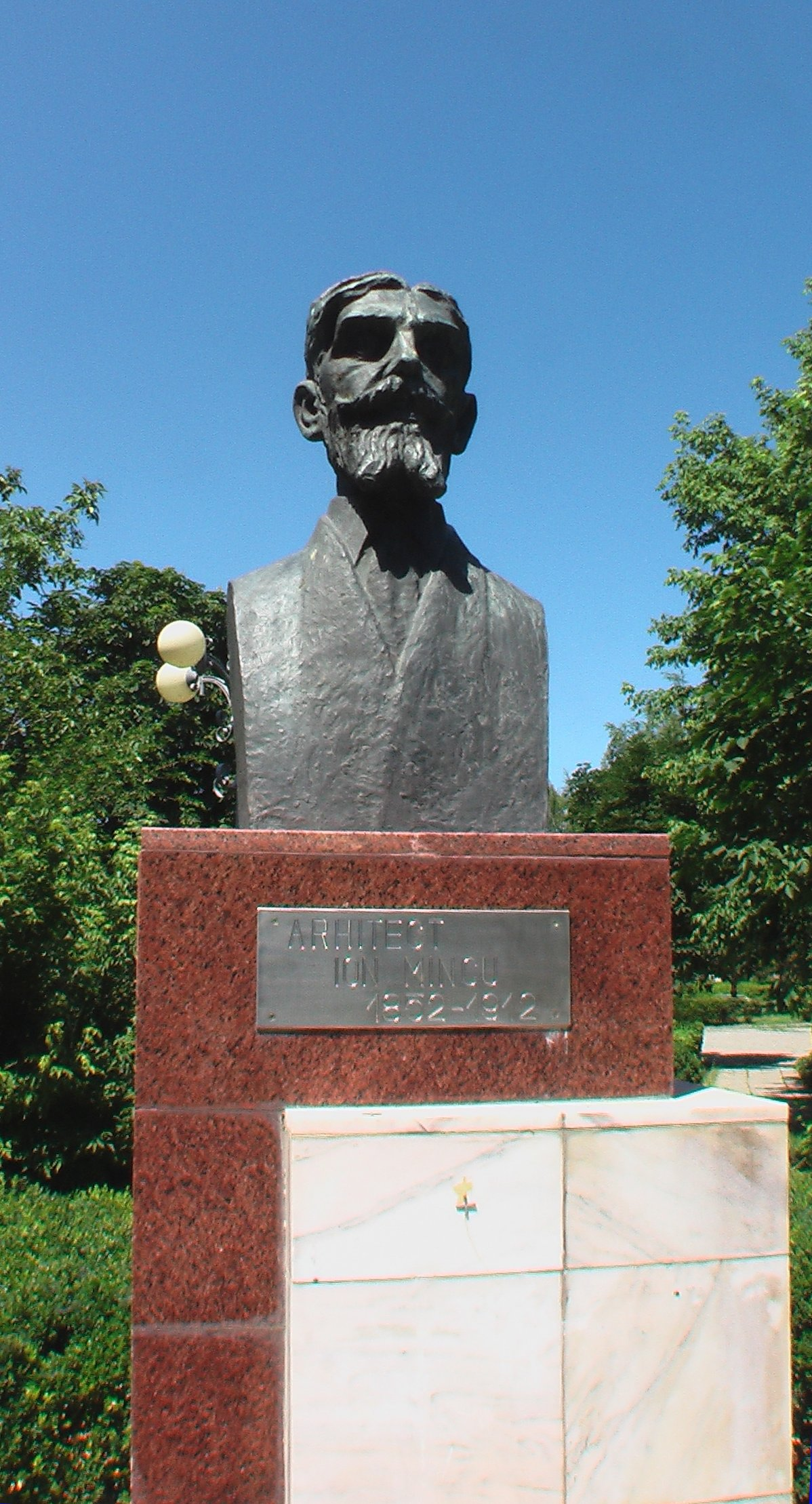
Büste von Ion Mincu in Focșani

## Persönlichkeiten

### Söhne und Töchter der Stadt
- Cilibi Moise geb. Froim Moise (1812–1870), Volksschriftsteller[3]
- Gheorghe Tăttărescu (1818–1894), Maler[4]
- Solomon Schechter  (1847–1915), Hebraist, Rabbiner
- Ion Mincu (1852–1912), Architekt
- Carl Grünberg (1861–1940), Staatsrechtswissenschaftler und Soziologe
- Moriz Scheyer (1886–1949), Journalist und Schriftsteller[5]
- George Enacovici (1891–1965), Komponist
- Constantin C. Giurescu (1901–1977), Historiker und Hochschullehrer
- Leibu Goldenstein (1902–1977), Schriftsteller, unter dem Pseudonym Camil Baltazar bekannt[6]
- Felicia Antip (1927–2013), Schriftstellerin und Journalistin[6]
- Corneliu Ion (* 1951), Sportschütze
- Adrian Voinea (* 1974), Tennisspieler
- Simona Gogîrlă (* 1975), Handballtrainerin und -spielerin
- Mirela Țugurlan (* 1980), Kunstturnerin
- George Simion (* 1986), rechtspopulistischer Politiker und nationalistischer Aktivist
- Vlad Dulcescu (* 1995), Leichtathlet
- Claudia Prisecaru (* 1997), Leichtathletin
- Ana Bărbosu (* 2006), Kunstturnerin

### Mit der Stadt verbunden
- Anghel Saligny (1854–1925), Konstrukteur, Studium hier in Focșani[7]
- Gina Gogean (* 1977), Kunstturnerin[8]
- Eduard Buchner (1860–1917), Träger des Nobelpreises für Chemie von 1907, ist hier beerdigt.